# أل هنتر أشتون
أل هنتر أشتون (بالإنجليزية: Al Hunter Ashton)‏ هو كاتب سيناريو وكاتب ومؤلف وممثل بريطاني، ولد في 26 يونيو 1957 في المملكة المتحدة، وتوفي بنفس المكان في 27 أبريل 2007.

## وصلات خارجية
- أل هنتر أشتون على موقع IMDb (الإنجليزية)
- أل هنتر أشتون على موقع قاعدة بيانات الأفلام السويدية (السويدية)
- أل هنتر أشتون على موقع قاعدة بيانات الفيلم (الإنجليزية)